# Faucogney-et-la-Mer
Faucogney-et-la-Mer – miejscowość i gmina we Francji, w regionie Burgundia-Franche-Comté, w departamencie Górna Saona.
Według danych na rok 1990 gminę zamieszkiwało 686 osób, a gęstość zaludnienia wynosiła 49 osób/km² (wśród 1786 gmin Franche-Comté Faucogney-et-la-Mer plasuje się na 239. miejscu pod względem liczby ludności, natomiast pod względem powierzchni na miejscu 248.).